# Halowe Mistrzostwa Polski Seniorów w Lekkoatletyce 1954
Nieoficjalne Halowe mistrzostwa Polski seniorów w lekkoatletyce – zawody sportowe, które rozegrano 6 i 7 lutego 1954. Konkurencje męskie odbyły się w Poznaniu, natomiast żeńskie w Przemyślu. Anonsowane w prasie jako halowe mistrzostwa Polski, odbyły się po raz pierwszy od 1951. Ostatecznie nie są uznane przez Polski Związek Lekkiej Atletyki za oficjalne; nazywa się je w literaturze przedmiotu ogólnopolskim zawodami centralnymi. W związku z tym pomija się je w oficjalnej numeracji halowych mistrzostw Polski.
Konkurencje męskie rozegrano w hali Wojewódzkiego Ośrodka Szkolenia Sportowego w Poznaniu. Na starcie stanęło ostatecznie 85 zawodników. Poza konkurencjami halowymi rozegrano również rzut młotem, rzut dyskiem i chód na 10 km. Zawodnicy poprawili trzy halowe rekordy Polski. W konkursie trójskoku halowy rekord Polski Mariana Hoffmanna z 14 marca 1937, wynoszący 13,96 poprawiali kolejno Stanisław Kowal (14,02 w pierwszej kolejce i 14,22 w drugiej), Stanisław Chmielewski (14,25 w trzeciej kolejce) i ponownie Stanisław Kowal zwycięskim skokiem na odległość 14,36.
Konkurencje kobiece odbyły się w hali WKKF w Przemyślu. Wystartowało ostatecznie 80 zawodniczek. Rozegrano m.in. dwie nietypowe konkurencje – trójskok z miejsca oraz sztafetę interwałową na 2000 m, w której dowolna liczba zawodniczek mogła dokonać dowolnej liczby zmian w dowolnym miejscu. Poza halą odbył się ponadto konkurs rzutu dyskiem. Zawodniczki poprawiły dwa halowe rekordy Polski.

## Rezultaty

### Mężczyźni
| Konkurencja:              | 1. miejsce                                                    | Rezultat  | 2. miejsce                              | Rezultat | 3. miejsce                           | Rezultat |
| Bieg na 60 m              | Emil Kiszka Unia Krywałd                                      | 6,9       | Nikodem Goździalski CWKS Bydgoszcz      | 7,0      | Edward Szmidt CWKS Warszawa          | 7,1      |
| Bieg na 800 m             | Edmund Potrzebowski AZS Szczecin                              | 2:03,0    | Kazimierz Żbikowski CWKS Bydgoszcz      | 2:03,2   | Wiesław Werbliński Kolejarz Warszawa | 2:04,1   |
| Bieg na 3000 m            | Kazimierz Żbikowski CWKS Bydgoszcz                            | 8:49,6    | Zdzisław Krzyszkowiak CWKS Warszawa     | 8:49,8   | Stanisław Ożóg CWKS Warszawa         | 9:02,4   |
| Bieg na 80 m przez płotki | Edward Bugała Kolejarz Wrocław                                | 11,3      | Janusz Kotliński CWKS Warszawa          | 11,4     | Stanisław Kardaś CWKS Warszawa       | 11,6     |
| Sztafeta 3 × 800 m        | Kolejarz Mieczysław Długoborski Jan Motyka Wiesław Werbliński | 6:19,2    | Stal                                    | 6:24,4   | CWKS                                 | 6:25,6   |
| Chód na 10 km             | Edmund Kaczmarek CWKS Wrocław                                 | 58:38,6   | Zygmunt Matusiak CWKS Warszawa          | 58:39,0  | Benedykt Gugała Kolejarz Kraków      | 58:57,6  |
| Skok wzwyż                | Władysław Neneman Gwardia Wrocław                             | 1,80      | Janusz Skupny AZS Poznań                | 1,80     | Ludomir Szewc Kolejarz Toruń         | 1,75     |
| Skok o tyczce             | Zbigniew Janiszewski Kolejarz Kraków                          | 3,80      | Bogdan Szelągowicz AZS Poznań           | 3,80     | Andrzej Krzesiński Spójnia Gdańsk    | 3,70     |
| Skok w dal                | Kazimierz Kropidłowski Spójnia Gdańsk                         | 6,85      | Zbigniew Iwański CWKS Warszawa          | 6,74     | Henryk Grabowski Górnik Zabrze       | 6,66     |
| Trójskok                  | Stanisław Kowal Ogniwo Warszawa                               | 14,36 HRP | Stanisław Chmielewski Kolejarz Warszawa | 14,25    | Jerzy Gizelewski CWKS Warszawa       | 13,97    |
| Pchnięcie kulą            | Tadeusz Krzyżanowski Spójnia Gdańsk                           | 14,69     | Mieczysław Łomowski Gwardia Gdańsk      | 14,29    | Stefan Kowalik Stal Skarżysko        | 13,19    |
| Rzut dyskiem              | Tadeusz Andrzejczyk CWKS Wrocław                              | 41,85     | Stanisław Żochowski CWKS Bydgoszcz      | 40,38    | Edmund Piątkowski Włókniarz Łódź     | 39,29    |
| Rzut młotem               | Tadeusz Rut Kolejarz Wrocław                                  | 52,32     | Olgierd Ciepły Budowlani Wrocław        | 48,92    | Alfons Niklas CWKS Bydgoszcz         | 47,02    |

### Kobiety
| Konkurencja:                | 1. miejsce                                                                                  | Rezultat  | 2. miejsce                           | Rezultat | 3. miejsce                           | Rezultat |
| Bieg na 50 m                | Celina Jesionowska CWKS Warszawa                                                            | 6,8       | Elżbieta Bocian Budowlani Gdańsk     | 6,9      | Maria Ilwicka Kolejarz Piotrowice    | 6,9      |
| Bieg na 400 m               | Anna Wojtaszek Budowlani Opole                                                              | 1:06,8    | Karolina Sroka AZS Kraków            | 1:07,7   | Teresa Kownacka Budowlani Warszawa   | 1:08,8   |
| Bieg na 50 m przez płotki   | Elżbieta Bocian Budowlani Gdańsk                                                            | 7,8 HRP   | Barbara Gaweł Stal Bielsko           | 8,0      | Barbara Legawiec Włókniarz Sosnowiec | 8,2      |
| Sztafeta interwałowa 2000 m | Budowlani Elżbieta Bocian Genowefa Minicka Teresa Kownacka Anna Wojtaszek Krystyna Wontroba | 5:07,7    | CWKS                                 | 5:14,8   | Kolejarz                             | 5:15,6   |
| Skok wzwyż                  | Maria Arndt Spójnia Warszawa                                                                | 1,43      | Janina Gościniak CWKS Bydgoszcz      | 1,43     | Róża Toman Budowlani Chorzów         | 1,43     |
| Skok w dal                  | Maria Kusion AZS Kraków                                                                     | 5,28      | Janina Gościniak CWKS Bydgoszcz      | 5,16     | Barbara Legawiec Włókniarz Sosnowiec | 5,08     |
| Trójskok z miejsca          | Maria Kusion AZS Kraków                                                                     | 7,84      | Maria Ilwicka Kolejarz Piotrowice    | 7,33     | Danuta Adamczyk Gwardia Wrocław      | 7,23     |
| Pchnięcie kulą              | Jadwiga Konik Kolejarz Kraków                                                               | 12,73 HRP | Wiesława Sankowska Kolejarz Warszawa | 11,51    | Urszula Figwer AZS Kraków            | 11,48    |
| Rzut dyskiem                | Jadwiga Konik Kolejarz Kraków                                                               | 36,75     | Maryla Post Ogniwo Łódź              | 34,59    | Wiesława Sankowska Kolejarz Warszawa | 33,02    |